# Transición isomérica
La transición isomérica es un proceso de desintegración radioactiva que sucede en los átomos cuyo núcleo está meta-excitado, por ejemplo, tras la emisión de una partícula alfa o beta). La energía extra del núcleo se libera por la emisión de radiación gamma, devolviendo al núcleo a un estado estacionario. Este proceso se asemeja a la emisión gamma, pero difiere en que se produce en estados meta. 
La radiación gamma puede transferir la energía directamente a uno de los electrones más fuertemente unidos, expulsándolo del átomo, proceso que recibe el nombre de conversión interna.